# BMW 5 Серії (G30)
BMW G30 — сьоме покоління BMW 5 Серії, що виготовляється з 2017 по 2024 роки.

## Опис

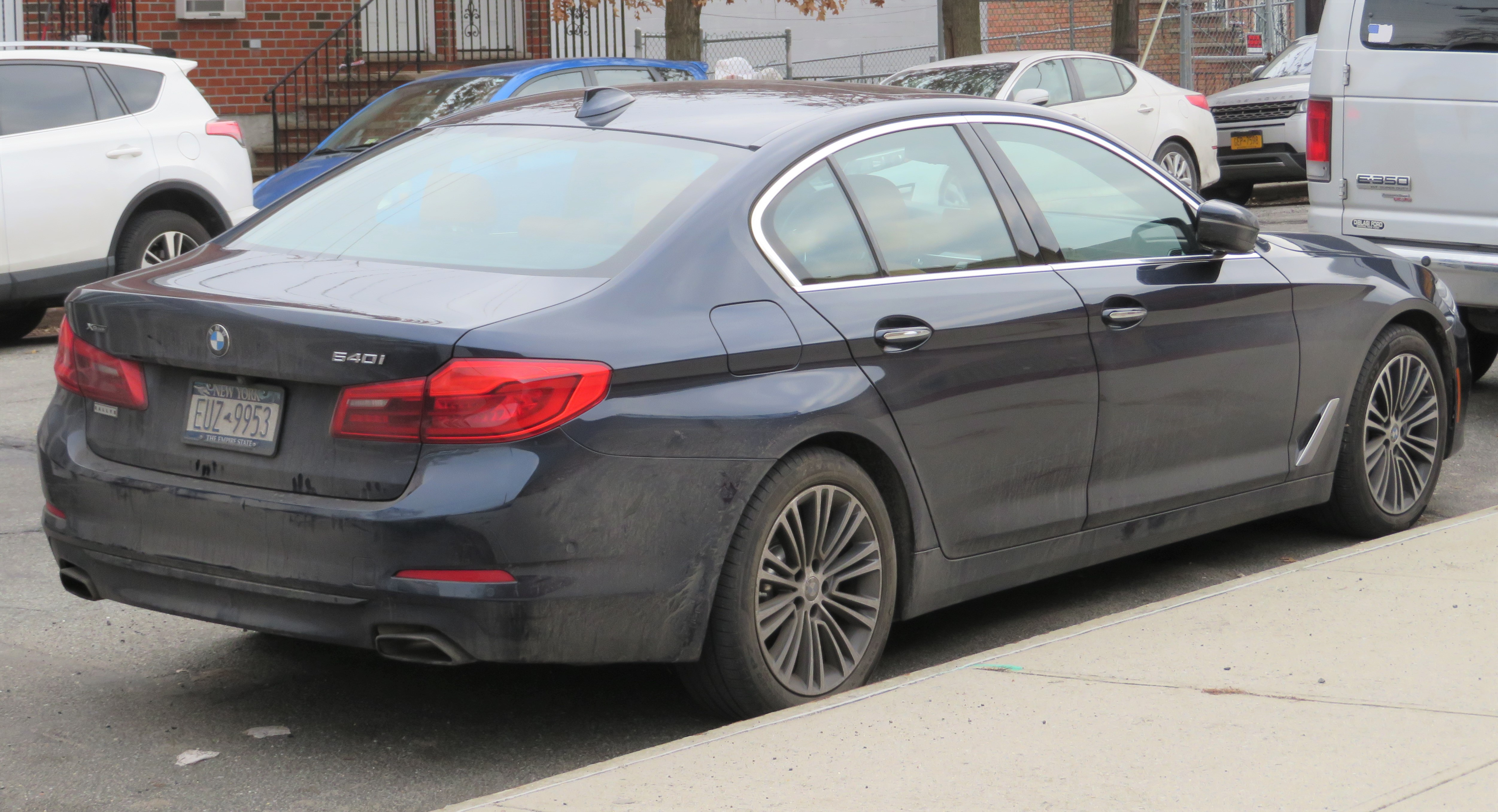
BMW 540i (G30)

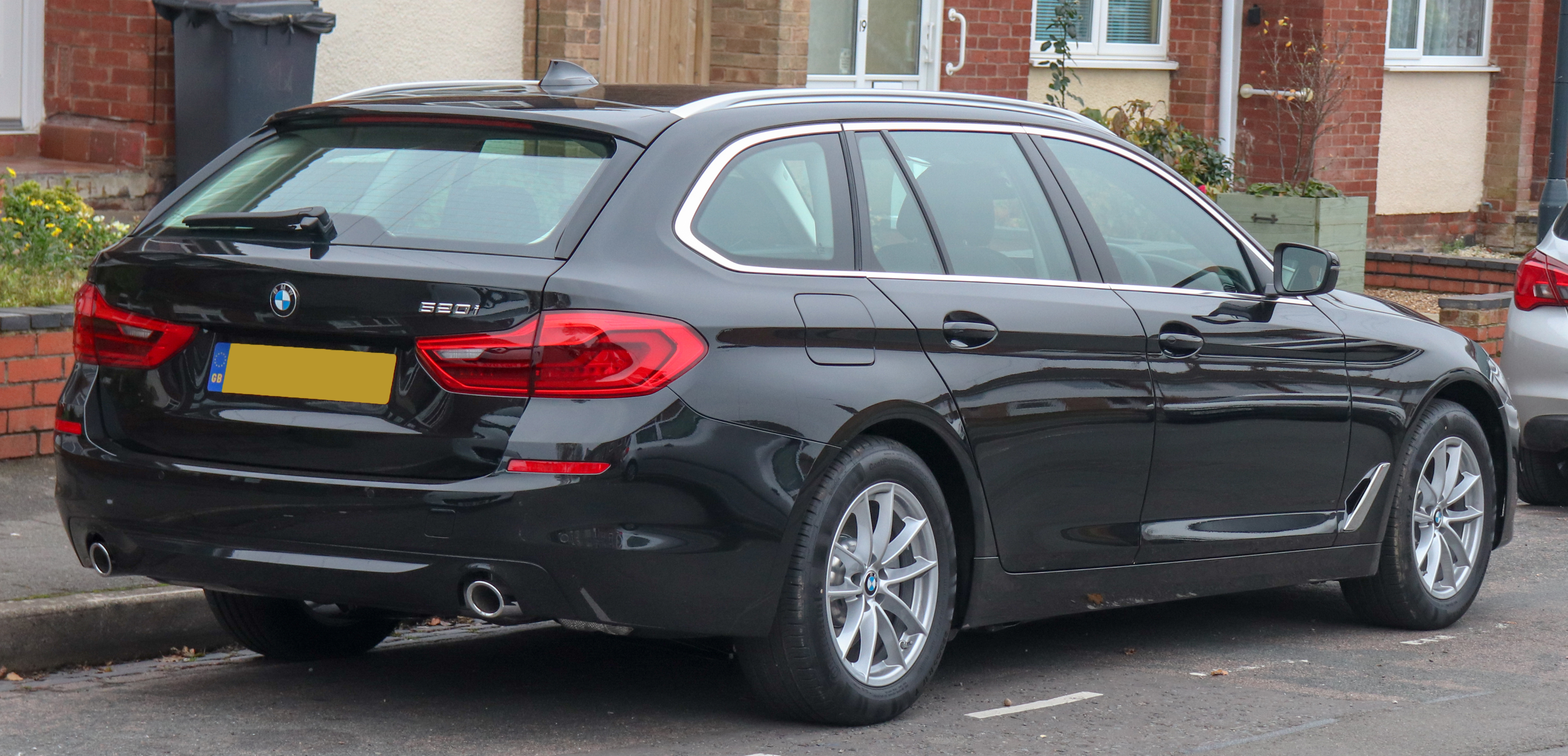
BMW 520i (G31)

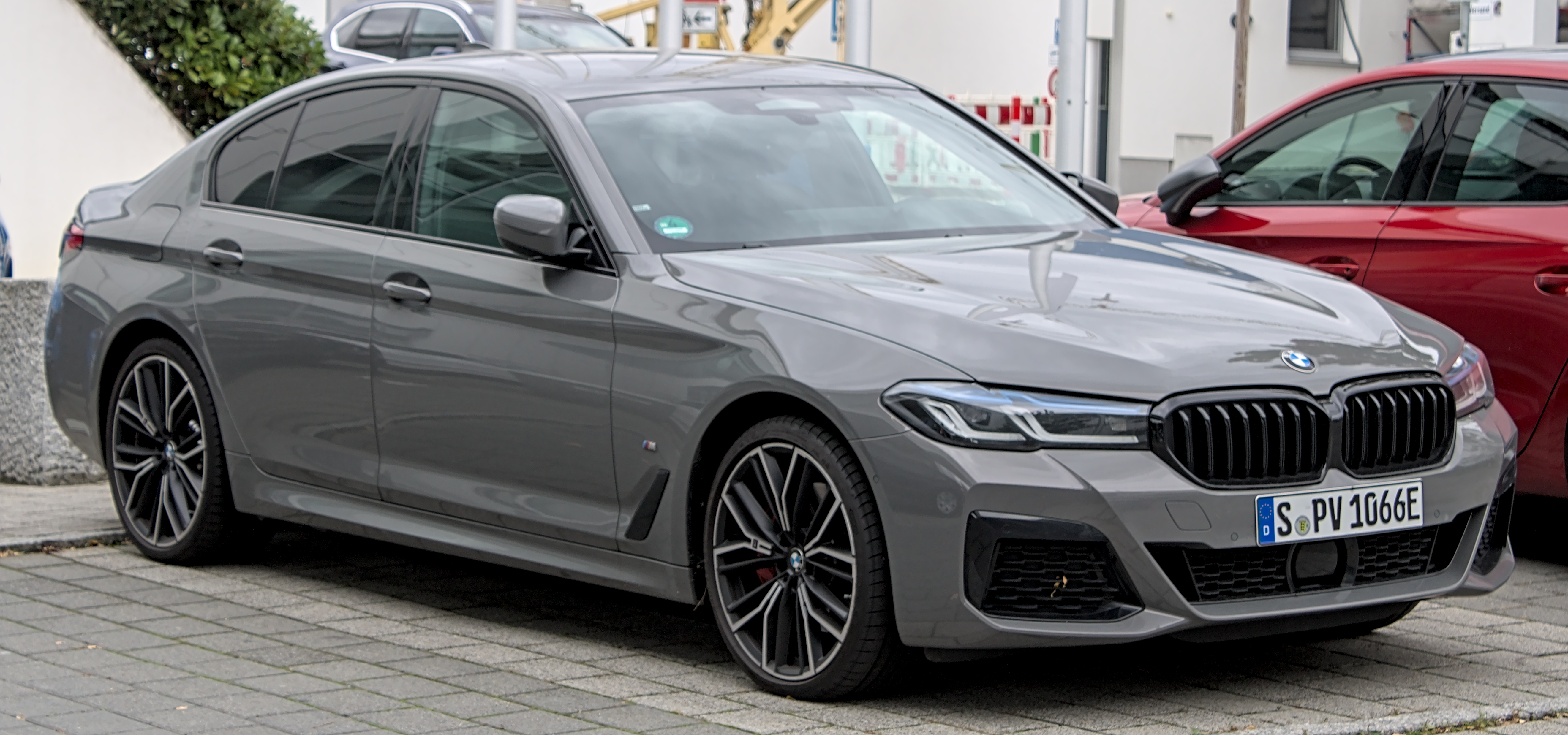
BMW 540i (G30) фейсліфтинг 2020

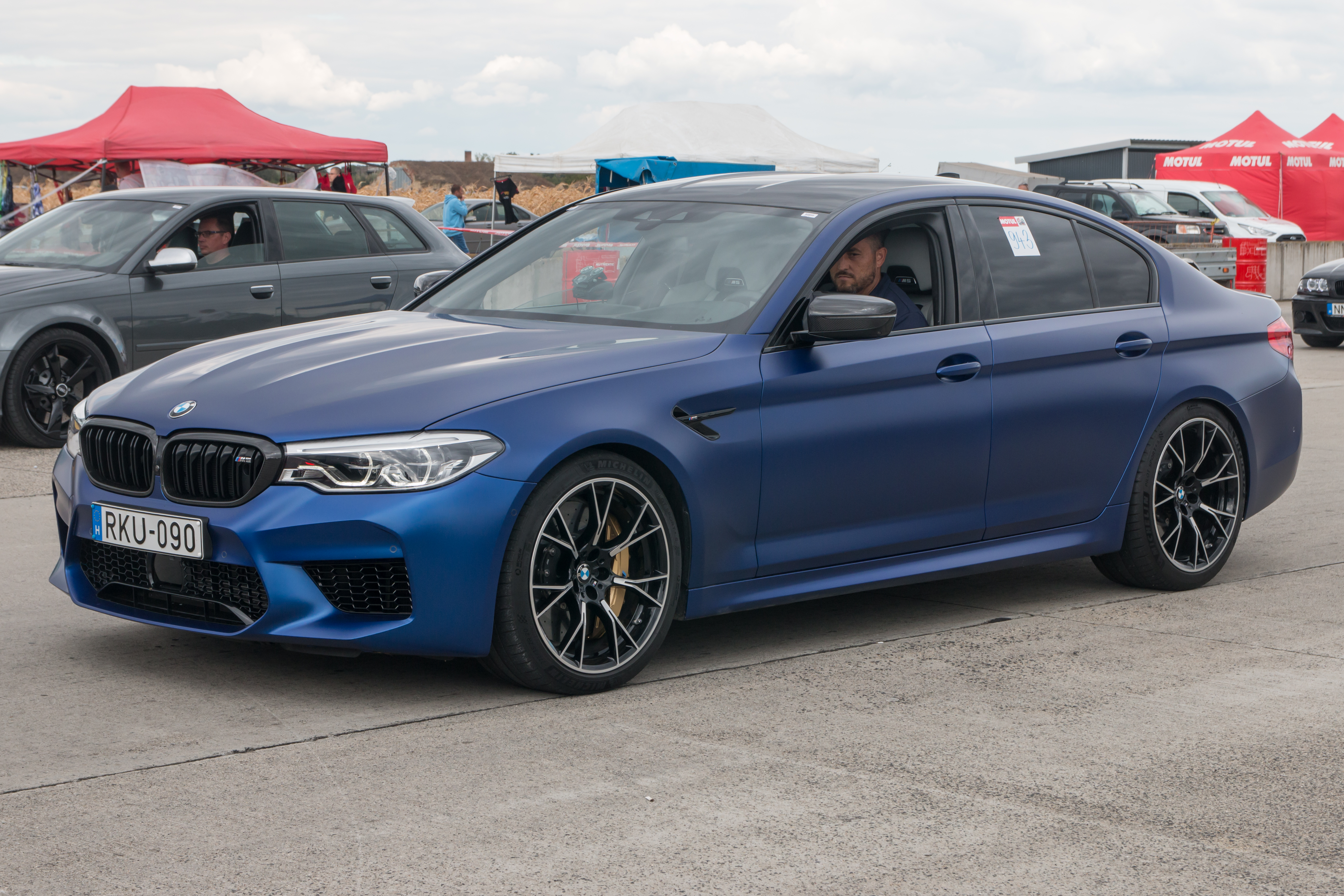
BMW M5 Competition (F90)

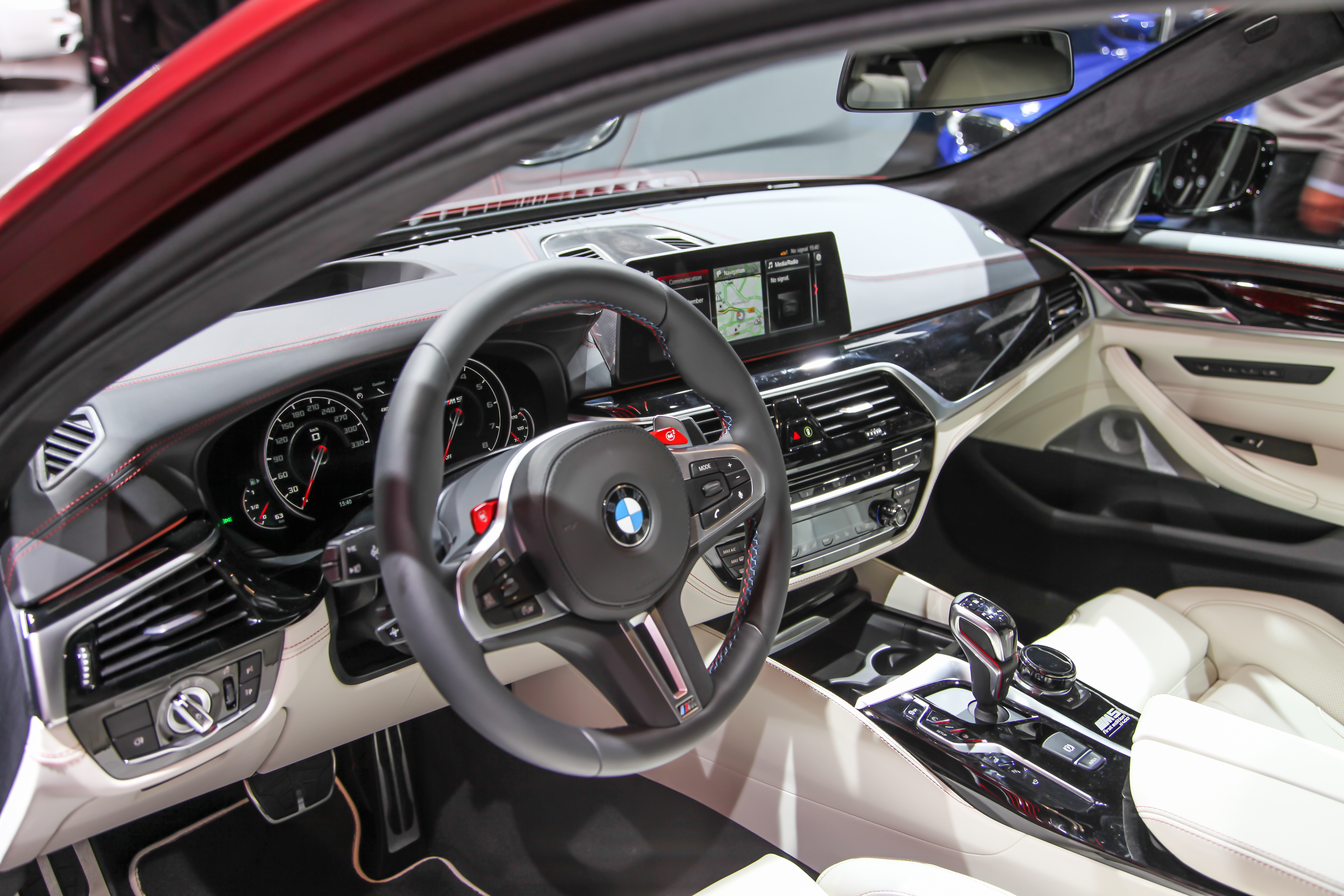
Салон BMW M5

BMW 5 серії (G30) було представлено 13 листопада 2016 року і випускається з 11 лютого 2017 року. Варіант в кузові універсал (Touring) має позначення G31. Це покоління прийшло на зміну кузовам BMW F10. Автомобіль побудований на платформі «35up» (CLAR) разом з BMW 7 серії покоління G11, тому нова модель додала в габаритах. Також вона схожа зовні на флагман компанії BMW. У лютому 2017 року була представлена версія в кузові універсал (внутрішній індекс G31).
На автосалоні в Шанхаї в квітні 2017 року BMW представила виключно для китайського ринку седан G38 з довгою колісною базою. Він має колісну базу на 133 мм довшу від базової версії і виготовляється компанією BMW Brilliance Automotive Ltd. в Шеньяні.
21 серпня 2017 року в Кельні був представлений M5 (F90) на базі BMW G30. Його публічна прем'єра відбулася у вересні 2017 року на міжнародному автосалоні у Франкфурті-на-Майні, він буде виготовлятись виключно як седан, починаючи з весни 2018 року з цінами, починаючи з 117 900 євро. Автомобіль комплектується V8 бітурбодвигуном 4,4 л потужістю 600 к.с. і крутним моментом 750 Нм в діапазоні 1850-5860 об/хв. Версія Competition була анонсована 9 травня 2018 року. Її продажі розпочалися у серпні того ж року.
BMW 5 Series в 2020 році пропонує широкий вибір силових агрегатів: 530i оснащений 248-сильним турбомотором, а 540i - турбованим шестициліндровим двигуном потужністю 335 кінських сил. Всі моделі поставляються з автоматичною коробкою передач з вісьмома швидкостями. Автомобілі спортивної версії М укомплектовані агрегатами V8 з системою твінтурбо потужністю від 523 до 617 кінських сил. Також доступна гібридна модель 530E, обладнана чотирициліндровим двигуном і електромотором із загальною віддачею 248 л.с. Базова BMW 5 Series витрачає 9.4 л на 100 км в місті і 7.1 л на шосе.
До 2022 модельного року BMW представила лімітовану версію 5 Series M5 CS. Вона оснащена 627-сильним двигуном V-8. Салон новинки відрізняється чотиримісним компонуванням.

## Будова автомобіля

### Кузов
Кузов був реалізований з використанням алюмінію та сталі, що сприяє економії ваги в порівнянні з попередніми моделями до 100 кг, а довга версія до 130 кг. Кріплення панелі приладів складається з магнію (так що тут є економія ваги по порівнянні з попередником 2 кг).
Коефіцієнт аеродинамічного опору седана досягає 0,22, що робить BMW 520d Efficient Dynamics Edition одним з найбільш обтічних сучасних седанів. Для цього використовується активна повітряна заслінка в решітці радіатора, що закривається при необхідності. Решта моделей мають значення коефіцієнта аеродинамічного опору 0,23 та 0,25.
Світлодіодні фари дають світять в діапазоні 500 метрів.
Порівняно з попередником до 14 % був покращений баланс CO2. З цією метою у виробництві використовуються поновлювані джерела енергії, перероблені пластмаси та алюміній.
У сфері внутрішніх накладок використовуються також поновлювані волокна Кенафа.

### Шасі
У сьомого покоління BMW 5 двохважільна система підвіски на передній осі, багатоважільна система підвіски з двома розділювальними важелями на задній осі для зниження ваги автомобіля. Задній підрамник обладнаний електромотором для функціонування стабілізатора поперечної стійкості. 
BMW 5 G30 має передні та задні дискові гальма. 
Шасі сьомого покоління BMW 5 стандартизовано з шасі BMW G11-G12.
Опціонально доступний електропривід Integral Active Steering, який довертає задні колеса до 3°.

#### Підвіска
Передня підвіска, як і в попередника, двоважільна. Задня підвіска п'ятиричажна, зроблена переважно з алюмінію.

#### Трансмісія
В базовій версії 520d встановлюється 6-ступінчата механічна коробка передач, всі інші версію комплектуються 8-ступінчастого автоматичною коробкою передач ZF.
Автомобілі пропонуються з заднім або з повним приводом xDrive.

### Двигуни
| Модель                | Об'єм см³ | Циліндри | Роки випуску    | Потужність кВт (к.с.) при об/хв        | Крутний момент Нм при об/хв | Код двигуна |
| --------------------- | --------- | -------- | --------------- | -------------------------------------- | --------------------------- | ----------- |
| 520i (Туреччина)      | 1597 см³  | R4       | з 2018          | 125 кВт (170 к.с.) При 5000–6000 об/хв | 250 Нм при 2000-4700 об/хв  | -           |
| 520i                  | 1998 см³  | R4       | з 02/2017       | 135 кВт (184 к.с.) при 5000-6500 об/хв | 290 Нм при 1350-4250 об/хв  | B48B20      |
| 530i / 530i xDrive    | 1998 см³  | R4       | з 02/2017       | 185 кВт (252 к.с.) при 5200-6500 об/хв | 350 Нм при 1450-4800 об/хв  | B48B20      |
| 540i / 540i xDrive    | 2998 см³  | R6       | 02/2017-06/2020 | 250 кВт (340 к.с.) при 5500-6500 об/хв | 450 Нм при 1380-5200 об/хв  | B58B30      |
| 540i / 540i xDrive    | 2998 см³  | R6       | з 07/2020       | 245 кВт (333 к.с.) при 5500-6250 об/хв | 450 Нм при 1600-4800 об/хв  | B58B30      |
| M550i xDrive          | 4395 см³  | V8       | 03/2017-02/2018 | 340 кВт (462 к.с.) при 5500-6000 об/хв | 650 Нм при 1800-4750 об/хв  | N63B44      |
| M550i xDrive          | 4395 см³  | V8       | з 07/2019       | 390 кВт (530 к.с.) При 5500-6000 об/хв | 750 Нм при 1800-4600 об/хв  | N63B44      |
| M5 xDrive             | 4395 см³  | V8       | 12/2017–11/2020 | 441 кВт (600 к.с.) при 5600-6700 об/хв | 750 Нм при 1800-5650 об/хв  | S63B44T4    |
| M5 xDrive             | 4395 см³  | V8       | з 11/2020       | 441 кВт (600 к.с.) при 6000 об/хв      | 750 Нм при 1800-5600 об/хв  | S63B44T4    |
| M5 Competition xDrive | 4395 см³  | V8       | 07/2018–11/2020 | 460 кВт (625 к.с.) При 6000 об/хв      | 750 Нм при 1800-5800 об/хв  | S63B44T4    |
| M5 Competition xDrive | 4395 см³  | V8       | з 11/2020       | 460 кВт (625 к.с.) При 6000 об/хв      | 750 Нм при 1800-5860 об/хв  | S63B44T4    |

| Модель                          | Об'єм см³ | Циліндри | Роки випуску      | Потужність кВт (к.с.) при об/хв        | Крутний момент Нм при об/хв | Код двигуна |
| ------------------------------- | --------- | -------- | ----------------- | -------------------------------------- | --------------------------- | ----------- |
| 518d                            | 1995 см³  | R4       | з 07/2018         | 110 кВт (150 к.с.) при 4000 об/хв      | 350 Нм при 1750-2500 об/хв  | B47D20      |
| 520d Efficient Dynamics Edition | 1995 см³  | R4       | 03/2017 - 03/2018 | 140 кВт (190 к.с.) при 4000 об/хв      | 400 Нм при 1750-2500 об/хв  | B47D20      |
| 520d / 520d xDrive              | 1995 см³  | R4       | з 02/2017         | 140 кВт (190 к.с.) при 4000 об/хв      | 400 Нм при 1750-2500 об/хв  | B47D20      |
| 525d                            | 1995 см³  | R4       | 07/2017–06/2019   | 170 кВт (231 к.с.) при 4400 об/хв      | 500 Нм при 2000 об/хв       | B47D20      |
| 530d / 530d xDrive              | 2993 см³  | R6       | 02/2017-06/2020   | 195 кВт (265 к.с.) при 4000 об/хв      | 620 Нм при 2000-2500 об/хв  | B57D30M0    |
| 530d / 530d xDrive              | 2993 см³  | R6       | з 07/2020         | 210 кВт (286 к.с.) при 4000 об/хв      | 650 Нм при 1500-2500 об/хв  | B57D30M0    |
| 540d xDrive                     | 2993 см³  | R6       | 07/2017–06/2020   | 235 кВт (320 к.с.) при 4400 об/хв      | 680 Нм при 1750-2250 об/хв  | B57D30      |
| 540d xDrive                     | 2993 см³  | R6       | з 07/2020         | 250 кВт (340 к. С.) При 4400 об/хв     | 700 Нм при 1750-2250 об/хв  | B57D30      |
| M550d xDrive                    | 2993 см³  | R6       | 07/2017–06/2020   | 294 кВт (400 к.с.) при 4000-4400 об/хв | 760 Нм при 2000-3000 об/хв  | B57D30C     |

| Модель             | Об'єм см³ | Циліндри | Роки випуску    | Продуктивність автомобіля | Макс. крутний момент | Потужність ДВС кВт (к.с.) при об/хв    | Крутний момент ДВС Нм при об/хв | Потужність електродвигуна кВт (к.с.) при об/хв | 600 Нм електродвигуна Нм при об/хв | Код двигуна |
| ------------------ | --------- | -------- | --------------- | ------------------------- | -------------------- | -------------------------------------- | ------------------------------- | ---------------------------------------------- | ---------------------------------- | ----------- |
| 530e iPerformance  | 1998 см³  | R4       | 03/2017–06/2019 | 185 кВт (252 к.с.)        | 420 Нм               | 135 кВт (184 к.с.) при 5000-6500 об/хв | 290 Нм при 1350-4250 об/хв      | 83 кВт (113 к.с.) при 3170 об/хв               | 250 Нм при 0-3170 об/хв            | B48B20      |
| 530e / 530e xDrive | 1998 см³  | R4       | 07/2019–06/2020 | 185 кВт (252 к.с.)        | 420 Нм               | 135 кВт (184 к.с.) при 5000-6500 об/хв | 290 Нм при 1350-4250 об/хв      | 83 кВт (113 к.с.) при 3170 об/хв               | 250 Нм при 0-3170 об/хв            | B48B20      |
| 530e / 530e xDrive | 1998 см³  | R4       | з 07/2020       | 215 кВт (292 к.с.)        | 420 Нм               | 135 кВт (184 к.с.) при 5000-6500 об/хв | 300 Нм при 1350-4000 об/хв      | 80 кВт (109 к.с.) При 3140 об/хв               | 265 Нм при 100-2500 об/хв          | B48B20      |
| 545e xDrive        | 2998 см³  | R6       | з 11/2020       | 290 кВт (394 к.с.)        | 600 Нм               | 210 кВт (286 к.с.) При 5000–6000 об/хв | 450 Нм при 1500-3500 об/хв      | 80 кВт (109 к.с.) При 3140 об/хв               | 265 Нм при 100-2500 об/хв          | B58B30      |